# Hippelates brumpti
Hippelates brumpti är en tvåvingeart som beskrevs av Seguy 1940. Hippelates brumpti ingår i släktet Hippelates och familjen fritflugor. Inga underarter finns listade i Catalogue of Life.